# Světové dny mládeže 2016
Světové dny mládeže 2016 se konaly od 26. do 31. července 2016 v polském Krakově za účasti papeže Františka. Jejich předprogramem byl pobyt v některé z polských diecézí (od 20. do 25. července). Jednalo se už o druhé setkání v Polsku, prvním byly Světové dny mládeže 1991 v Čenstochové. Mottem setkání bylo „Blahoslavení milosrdní, neboť oni dojdou milosrdenství“ – Mt 5, 7 (Kral, ČEP) a hymnou píseň Blahoslavení milosrdní. Na závěrečnou mši s papežem Františkem přišlo přes 2 miliony lidí.

## Češi v Krakově
Z České republiky se Světových dnů mládeže zúčastnilo celkem 6 tisíc lidí, přičemž nejvíce jich přicestovalo z brněnské diecéze. Pro návštěvníky z ČR bylo v Krakově zřízeno české národní centrum u cisterciáckých řeholníků v Mogile. V Mogile bylo možné platit českými korunami a čeští poutníci tak měli možnost účastnit se kromě mezinárodního programu také programu v českém jazyce.